# Département de Chalatenango
Chalatenango est un département, situé au nord-ouest du Salvador. Sa capitale est Chalatenango. 
Les ruines de Las Matras contiennent des traces des populations et des grottes de l'époque préhistorique dans lesquelles on trouve des inscriptions murales. Chalatenango acquit le statut de département 14 février 1855. 

## Géographie
Situé au nord-ouest du Salvador, le département de  Chalatenango est l'un des quatre départements qui composent la Zone Centrale (en espagnol, Zona Central) auxquels appartiennent d'est en ouest les départements de Cuscatlán, de San Salvador et de La Libertad.
À l'ouest, il est limitrophe du Département de Santa Ana; au sud, il jouxte les départements de La Libertad, de San Salvador et de Cuscatlán tandis qu'à l'est, il confine avec celui de Cabañas.
Il est le seul département de la Zone Centrale  à être frontalier où, au nord, il partage la frontière internationale avec le Honduras.
C'est le département le plus étendu de la Zone Centrale et il occupe le 5ème rang national pour sa superficie après les départements d'Usulután, de San Miguel, de La Unión et de Santa Ana.
Le département est traversé par le plus long fleuve du Salvador, le río Lempa qui, depuis son lieu de source dans la Sierra  Madre de Chiapas  au Guatemala entre par son cours supérieur au Honduras, puis au Salvador. Ensuite, son cours moyen qui s'écoule dans le département de Chalatenango a été l'objet de nombreux aménagements par l'édification du Barrage hydroélectrique "du 5 novembre", près de la limite interdépartementale 
avec le département de Cabañas, ainsi que du barrage hydroélectrique de Cerrón Grande. Ce dernier est à l'origine du plus grand lac artificiel d'eau douce du Salvador qui sépare les départements de Chalatenango au nord de celui de Cuscatlán au sud.
Département entièrement, montagneux par son appartenance à la Sierra Madre de Chiapas, il possède le point culminant du pays, le Cerro El Pital avec ses 2 730 mètres; ce dernier est situé au nord du département de Chalatenango,  près de la frontière avec le Honduras, dans la municipalité pittoresque de San Ignacio.

## Population et villes principales
Le département de  Chalatenango fait partie de ceux qui sont les moins peuplés du Salvador occupant la 10ème place nationale sur les 14 territoires départementaux du pays. Pourtant, il est celui qui compte le plus grand nombre de municipalités au nombre record de 33.
Il devance par sa population les départements de Cabañas, de San Vicente et de Morazán.
Certes, sa densité de population est assez élevée, étant supérieure à plus de 120 hab/km², mais elle est près de trois fois inférieure à celle du pays qui est 312 hab/km².
Les conditions géophysiques et climatiques jouent un rôle déterminant dans le faible peuplement du département qui reste essentiellement un territoire rural et agricole au sein de la Sierra Madre de Chiapas comme le sont d'ailleurs les deux autres départements septentrionaux et montagneux, tous frontaliers du Honduras, comme ceux de Cabañas et de Morazán. 
C'est pourquoi les villes sont peu nombreuses et petites et sont surtout des marchés agricoles desservant les populations rurales alentour. Seules deux municipalités sont importantes bien que leurs villes-centres n'atteignent pas même les 20 000 habitants. Il s'agit de Chalatenango, la capitale  départementale, et de Nueva Concepción et toutes les deux n'atteignent pas les 30 000 habitants.

## Municipalités
1. Agua Caliente
2. Arcatao
3. Azacualpa
4. Chalatenango
5. Citalá
6. Comalapa
7. Concepción Quezaltepeque
8. Dulce Nombre de María
9. El Carrizal
10. El Paraíso
11. La Laguna
12. La Palma
13. La Reina
14. Las Vueltas
15. Nombre de Jesús
16. Nueva Concepción
17. Nueva Trinidad
18. Ojos de Agua
19. Potonico
20. San Antonio de la Cruz
21. San Antonio Los Ranchos
22. San Fernando
23. San Francisco Lempa
24. San Francisco Morazán
25. San Ignacio
26. San Isidro Labrador
27. San José Cancasque
28. San José Las Flores
29. San Luis del Carmen
30. San Miguel de Mercedes
31. San Rafael
32. Santa Rita
33. Tejutla